# Доммес, Вильгельм
Вильгельм Доммес (нем. Wilhelm Dommes; 16 апреля 1907, Бухберг, Западная Пруссия — 23 января 1990, Ганновер) — немецкий офицер-подводник, фрегаттен-капитан (30 января 1945 года).

## Биография
Служил в торговом флоте. В январе 1933 года поступил в ВМФ. 1 апреля 1933 года произведен в фенрихи, 1 апреля 1935 года — в лейтенанты. Служил на легком крейсере «Нюрнберг» и линейном корабле «Шарнхорст».

## Вторая мировая война
В апреле 1940 года переведен в подводный флот. 5 апреля 1941 года назначен командиром подлодки U-431, с которой совершил 10 боевых походов (проведя в море в общей сложности 257 суток), добившись особых успехов во время рейдов в Средиземном море.
2 декабря 1942 года награждён Рыцарским крестом Железного креста.
6 января 1943 года сдал командование и 22 февраля получил U-178, дислоцированную в Бордо. На этой лодке Доммес совершил один длительный поход (153 суток) на Дальний Восток. По возвращении 25 ноября 1943 года сдал командование подлодкой и был назначен командиром эскадры немецких подводных лодок, действовавших в Тихом и Индийском океанах. Группа базировалась в Пенанге.
С января 1945 года командующий в Сингапуре.
Всего за время военных действий Доммес потопил 13 судов общим водоизмещением 46 333 брт и повредил 1 судно водоизмещением 3560 брт.